# Literaturjahr 1519
Liste der Literaturjahre

◄◄ | ◄ | 1515 | 1516 | 1517 | 1518 | Literaturjahr 1519 | 1520 | 1521 | 1522 | 1523 | ► | ►►

Weitere Ereignisse
Dieser Artikel behandelt das Literaturjahr 1519.

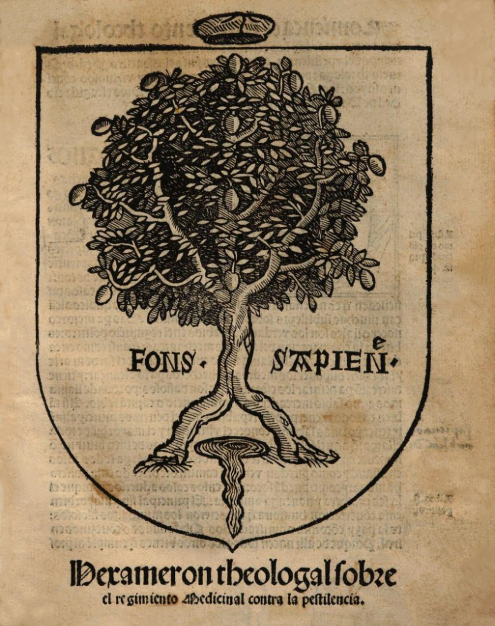
Pedro Ciruelo: Hexameron theologal sobre el regimiento medicinal contra la pestilencia (Alcalá de Henares, Arnao Guillén de Brocar, 1519)

## Ereignisse
- Johann Alexander Brassicanus (ca. 1500–1539), Sohn von Johannes Brassicanus, wird zum poeta et orator laureatus gekrönt.

### Prosa
- Der spanische Kolonialbeamte Gonzalo Fernández de Oviedo veröffentlicht den höfischen Roman Libro del muy esforzado e invencible caballero Don Claribalte.

### Sachliteratur
- In der Verbannung auf seinem Landgut Casa Machiavelli vollendet Niccolò Machiavelli sein staatstheoretisches Hauptwerk Discorsi sopra la prima deca di Tito Livio. Im gleichen Jahr beginnt er mit der Arbeit an Die Kunst des Krieges.
- Der polnische Chronist und Historiker Maciej Miechowita veröffentlicht seine Chronica Polonorum (Chronik der Polen), ein umfassendes Werk über die Geschichte von Polen und ganz Mittel- und Osteuropa.

### Religion
Im Anschluss an die Leipziger Disputation zwischen Johannes Eck und Martin Luther, Andreas Karlstadt und Philipp Melanchthon werden zahlreiche Schriften (Berichte, Kommentare, Polemiken etc.) verfasst und es kommt zu umfangreichen Briefwechseln zwischen Beteiligten und Interessierten. Melanchthon sieht die Notwendigkeit, die Autorität der Bibel (Sola scriptura) klarer zu fassen – da ja die Autorität von Papst und Konzilien relativiert worden ist. Am 9. September legt er folgende Bakkalaureatsthese zur Diskussion vor: „Für einen Katholiken ist es nicht notwendig, über die Dinge hinaus, die ihm durch die Schrift bezeugt werden, noch andere zu glauben“.
Erasmus von Rotterdam veröffentlicht die zweite Ausgabe des Novum Instrumentum omne unter dem Titel Novum Testamentum. Der Text des Jahres 1516 wurde an über 400 Stellen verändert und typographische Fehler korrigiert. Einige aus späterer Sicht fehlerhafte Lesarten sind nun neu. Diese zweite Ausgabe wird später die Grundlage für Martin Luthers deutsche Übersetzung der Bibel, die Lutherbibel.

## Geboren

### Geburtsdatum gesichert
- 19. Februar: Froben Christoph von Zimmern, schwäbischer Adeliger und Chronist († 1566)

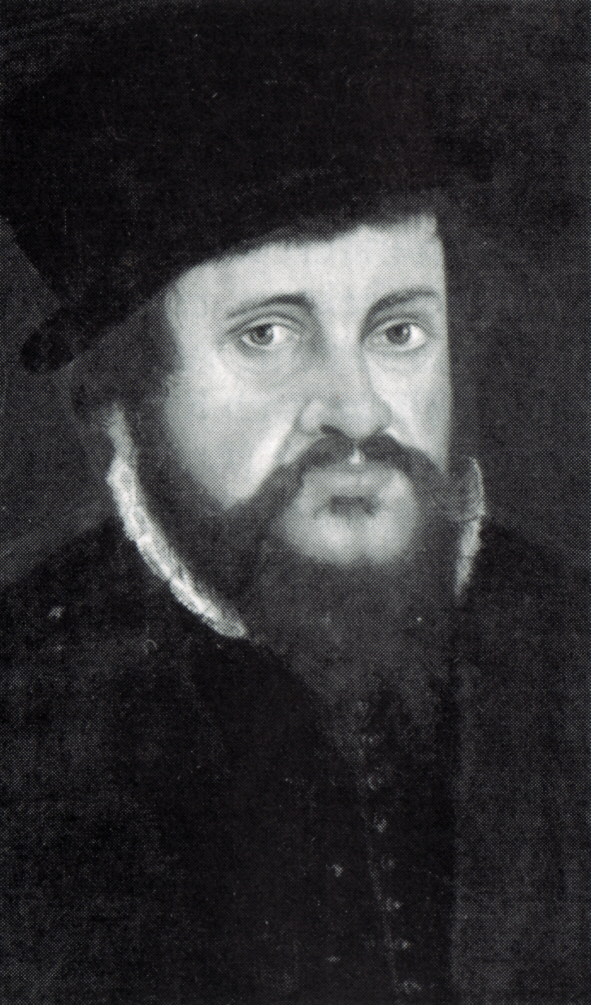
Petrus Vincentius; * 1. März

- 1. März: Petrus Vincentius, deutscher Rhetoriker, Ethiker, Dialekt und Pädagoge († 1581)
- 14. März: Eustachius von Knobelsdorff, deutscher neulateinischer Lyriker und Epiker († 1571)
- 17. März: Thoinot Arbeau, französischer Kanoniker und Autor († 1595)

### Geboren um 1519
- Girolamo Benzoni, italienischer Reisender, Historiker und Autor († nach 1572)
- Pîr Mehmet, osmanischer Dichter, Chronist, Übersetzer und Biograph († 1571)

## Gestorben
- 1. Januar: Ulrich Pinder, Leibarzt des Kurfürsten Friedrich III. von Sachsen, Herausgeber und Buchdrucker
- 9. Mai: Jodocus Trutfetter, deutscher katholischer Theologe, Logiker, Rhetoriker und Philosoph (* um 1460)

- 3. Juli: Gallus Kopf, Bibliothekar des Klosters St. Gallen
- vor 14. August: Steffen Arndes, Lübecker Inkunabel-Buchdrucker (* um 1450)

- 18. September: John Colet, englischer katholischer Priester, Theologe und Bibelübersetzer (* 1467)

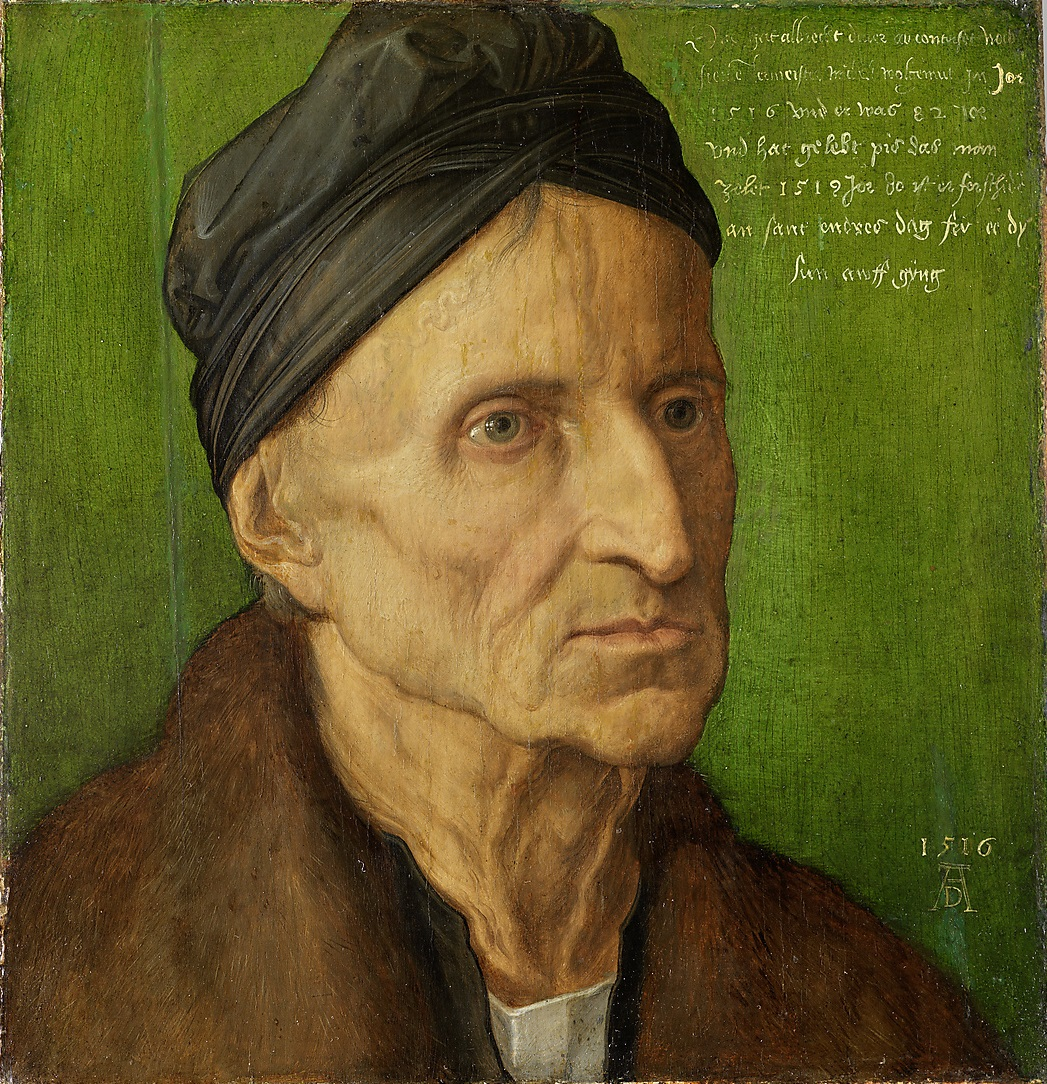
Michael Wolgemut, Porträt von Albrecht Dürer

- 30. November: Michael Wolgemut, deutscher Maler, Holzschnitzer und Chronist (* 1434)